# Central Asian Football Association
Die Central Asian Football Association (CAFA, deutsch Zentralasiatischer Fußballverband) ist einer der fünf Regionalverbände der asiatischen Fußballkonföderation Asian Football Confederation (AFC). Sie wurde im Juni 2014 auf einem außerordentlichen AFC-Kongress in São Paulo von Vertretern der sechs Mitgliedsländer gegründet.

## Mitglieder
Der CAFF gehören derzeit sechs Verbände an.
| Land          | Verband                                      |
| ------------- | -------------------------------------------- |
| Afghanistan   | Afghanistan Football Federation              |
| Iran          | Football Federation Islamic Republic of Iran |
| Kirgisistan   | Football Federation of Kyrgyz Republic       |
| Tadschikistan | Tajikistan Football Federation               |
| Turkmenistan  | Türkmenistanyň Futbol Federasiýasy           |
| Usbekistan    | Oʻzbekiston Futbol Federatsiyasi             |

## Wettbewerbe

### Männer
Nationalmannschaften
- CAFA Nations Cup (seit 2023)
- CAFA U-20 Championship (seit 2023)
- CAFA U-19 Championship (seit 2016)
- CAFA U-17 Youth Championship (seit 2023)
- CAFA U-16 Youth Championship (2018 bis 2022)
- CAFA U-15 Youth Championship (2017 bis 2021)
- CAFA U-14 Youth Championship (seit 2022)

- CAFA Futsal Cup (seit 2023)
- CAFA U-19-Futsal Cup (seit 2022)

### Frauen
Nationalmannschaften
- CAFA Women's Championship (seit 2018)
- CAFA U-23  Women's Championship (2019)
- CAFA U-20  Women's Championship (2021)
- CAFA U-19  Women's Championship (2016)
- CAFA U-18  Women's Championship (seit 2022)
- CAFA U-17  Women's Championship (seit 2021)
- CAFA U-15 Girls Championship (seit 2017)
- CAFA U-14 Girls Championship (2023)

- CAFA Women's Futsal Championship (seit 2022)
- CAFA Women's Futsal Championship (2020)